# Adlair Aviation

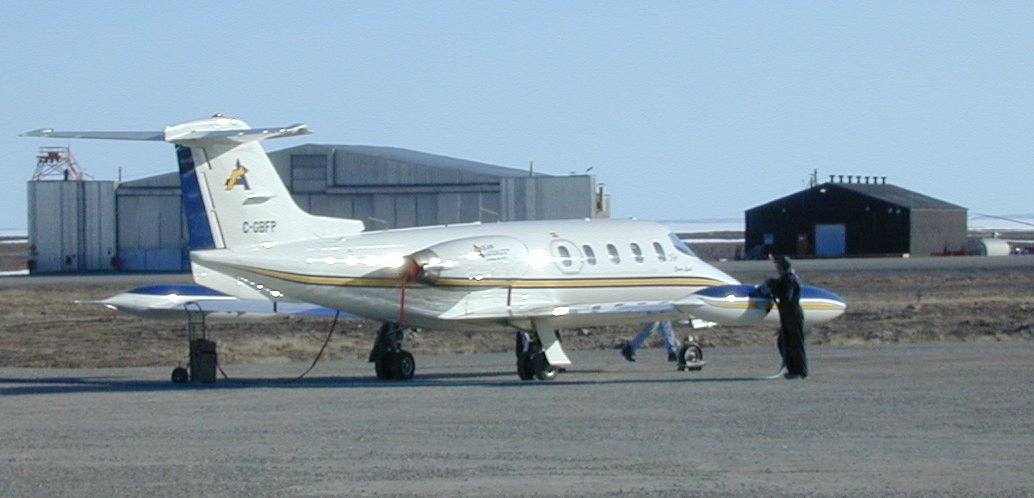
Learjet 25B авиакомпании Adlair Aviation

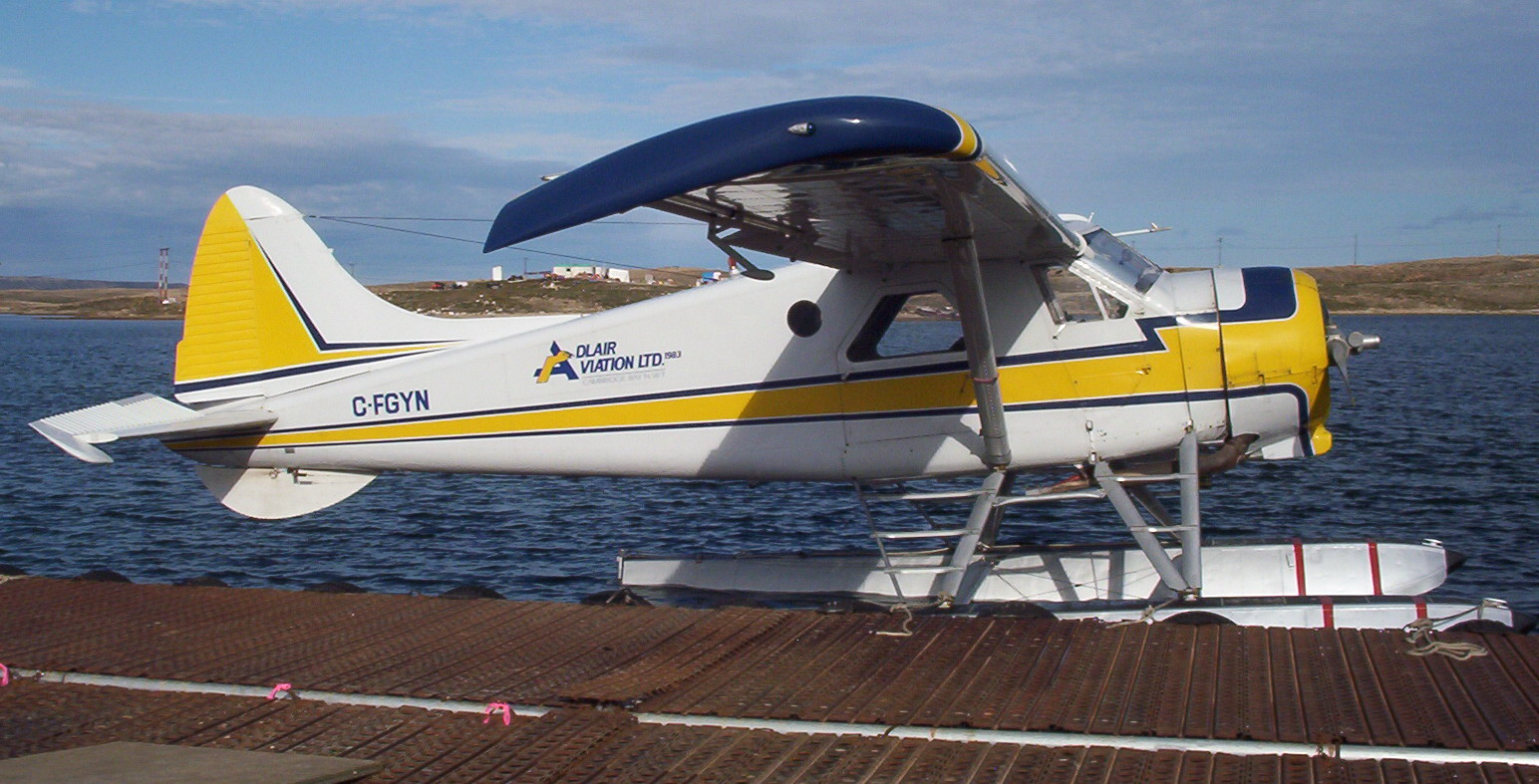
Самолёт DHC Beaver авиакомпании Adlair Aviation

Adlair Aviation — частная чартерная авиакомпания Канады со штаб-квартирой в городе Кеймбридж-Бей (Нунавут).
Компания была основана в 1983 году одним из пилотом полярной авиации Уиллом Лазеричем. Порт приписки Adlair Aviation — Аэропорт Йеллоунайф, Северо-Западные территории.

## Деятельность
Авиакомпания Adlair Aviation обеспечивает работу медицинской авиации в районе Китикмеот территории Нунавут, функциональную часть работы при этом выполняет канадская компания Medflight, возглавляемая кавалером ордена Канады Патрицией О’Коннор.
Adlair Aviation также работает в предоставлении следующих услуг:
- чартерные перевозки;
- доставка топлива в труднодоступные районы;
- чартерные рейсы на водоёмы для рыбаков;
- чартерные рейсы для сплавом на каноэ и кияках;
- обеспечение временных стоянок в труднодоступных районах;
- снабжение отдалённых поселений.

## Флот
По состоянию на август 2009 года воздушный флот авиакомпании Adlair Aviation состоял из шести самолётов:
- три Beechcraft Super King Airs (один — модель B200 и два самолёта модели 200);
- два самолёта производства фирмы de Havilland (DHC-2 Beaver и DHC-6 Twin Otter):
- единственный в парке компании реактивный лайнер Learjet 25B.

## Авиапроисшествия и несчастные случаи
15 апреля 2009 года чартёрный рейс из Йеллоунайф в Кеймбридж-Бей, самолёт Beechcraft Super King Air. В 180 километрах от аэропорта назначения на высоте 7000 метров один из двух пассажиров, двадцатилетний мужчина открыл дверь самолёта и выпрыгнул наружу. Лайнер приземлился в аэропорту Кеймбридж-Бей с заклинившей открытой дверью, пилот и второй пассажир при этом не пострадали. В текущее время ведётся расследование обстоятельств инцидента.